# Veerhuis (Eck en Wiel)
Het Veerhuis in Eck en Wiel in de Nederlandse provincie Gelderland is een in oorsprong 16e-/17e-eeuws gebouw dat dienst deed als veerhuis.
In de 13e eeuw was er al sprake van een veerdienst tussen Eck en Wiel en Amerongen. Het veerhuis zou in de 14e eeuw zijn ontstaan en had onder andere een functie als gerechtshuis. In dit Richthuys tot Wiel was een zogenaamde steencamer waarin de heren van Eck en Wiel de richters, schouten, schepenen, kosters en schoolmeesters beëdigden. Een deel van het pand heeft ook dienst gedaan als gevangenis. In de 18e eeuw was er tevens een café gevestigd in het veerhuis.
De oudste delen van het veerhuis zijn de kelders die dateren uit de 17e en mogelijk nog 16e eeuw. Het grootste deel van het huis is in de 18e eeuw gebouwd. Het betreft een dwarshuis met een zadeldak tussen puntgevels. Aan de noordzijde bevindt zich een 19e-eeuwse aanbouw.
In een van de vertrekken - mogelijk de steencamer - is op de schoorsteenkap een op doek geschilderd wapenschild zichtbaar, met 1680 als jaartal.
In 1971 werd het veerhuis ingeschreven als rijksmonument.